# Santa Cruz das Palmeiras
Santa Cruz das Palmeiras è un comune del Brasile nello Stato di San Paolo, parte della mesoregione di Campinas e della microregione di Pirassununga.